# Дигби, Эверард
Сэр Эверард Дигби (англ. Sir Everard Digby; примерно 1578 — 30 января 1606, Лондон, Королевство Англия) — английский рекузант, участник Порохового заговора. Принадлежал к богатому рыцарскому роду, владел землями в Лестершире и Бакингемшире, в 1603 году был посвящён в рыцари Яковом I. Вырос в протестантской семье, но был обращён в католичество иезуитом Джоном Джерардом. В октябре 1605 года поддержал план Роберта Кейтсби взорвать Вестминстерский дворец вместе с королём и парламентом. Когда этот замысел был раскрыт, бежал вместе с остальными, позже отделился от своих спутников и сдался властям. Единственным из заговорщиков признал свою вину. Тем не менее в суде произнёс речь, в которой упрекал короля в необоснованных притеснениях католиков. Вместе с остальными был приговорён к смерти и подвергнут квалифицированной казни — повешению, потрошению и четвертованию.
Один из сыновей сэра Эверарда, Кенелм Дигби, стал известным алхимиком, натурфилософом и изобретателем. Второй, Джон, был генералом королевской армии во время гражданской войны.

## Биография

### Ранние годы
Эверард Дигби принадлежал к старинному рыцарскому роду, представители которого по крайней мере с XIII века владели землями в Лестершире. Его прапрадед сэр Эверард, лорд Тилтона и владелец манора Дрейсток, погиб в 1461 году в битве при Таутоне, где сражался на стороне Ланкастеров. Сыновья сэра Эверарда в 1485 году сражались при Босворте на стороне Генриха Тюдора, благодаря чему эта семья сохраняла своё положение в течение всего XVI века. Будущий заговорщик родился примерно в 1578 году в семье Эверарда Дигби и Мэри Нил, дочери Фрэнсиса Нила из Кейторпа. Он состоял в близком родстве с Анной Вокс — известной рекузанткой из баронского рода, много лет укрывавшей у себя католических священников.
В 1592 году Дигби потерял отца и унаследовал семейные владения. В 1596 году он женился на Мэри Малшо, единственной дочери Уильяма Малшо из Гейхёрста, приданым которой стал ряд поместий в Бакингемшире. Одно время Дигби регулярно бывал при дворе, но позже, по-видимому, сосредоточился на управлении своими землями и начал вести жизнь богатого сельского помещика. Его владения ещё больше увеличились благодаря покупке земли в Грейт-Миссендене. 24 апреля 1603 года только что взошедший на престол Яков I посвятил Дигби в рыцари в замке Бивер-Касл, через четыре дня сэр Эверард присутствовал при похоронах королевы Елизаветы.
Дигби был воспитан в традициях официальной церкви и был лояльным подданным короны. Однако иезуит Джон Джерард, который вёл в Англии тайную миссионерскую деятельность, обратил в католичество леди Мэри. Позже, когда Эверард серьёзно заболел, Джерард использовал удобный момент, чтобы обратить и его. Иезуит стал крёстным отцом старшего сына Дигби, сэр Эверард построил в Гейхёрсте потаённую католическую часовню и ризницу.

### Пороховой заговор
21 октября 1605 года, во время празднования дня Святого Луки в Херроудене, ещё один лестерширский землевладелец-католик Роберт Кейтсби предложил Дигби примкнуть к заговору, известному впоследствии как Пороховой. Этот заговор существовал уже много месяцев, но теперь из-за нехватки денег, людей и оружия было решено привлечь новых участников. Кейтсби рассказал о планах взорвать Вестминстерский дворец вместе с королём и парламентом, а потом поднять восстание и возвести на престол принцессу Елизавету. Сэр Эверард был явно шокирован услышанным. Он спросил, что будет с заседающими в парламенте католиками и знают ли о заговоре проповедники-иезуиты. Кейтсби ответил, что друзья истинной религии будут спасены и что без одобрения иезуитов ничего не будет сделано, причём во втором случае он солгал: осуждение католическими проповедниками силовых действий было общеизвестным. Чтобы Дигби не рассказал о заговоре иезуиту Генри Гарнету, Кейтсби пообещал, что позже докажет ему приемлемость цареубийства.
Дигби согласился примкнуть к заговору и потратить на его нужды полторы тысячи фунтов. Кроме того, он должен был арендовать у Трокмортонов Коутон-корт и там сформировать вооружённый отряд для похищения принцессы Елизаветы. 4 ноября того же года сэр Эверард с группой слуг и родственников приехал в Данчерч, чтобы там начать мятеж. Туда же вскоре приехал и Кейтсби, рассказавший, что заговор раскрыт и что взорвать парламент не удалось. Только в этот момент многие из спутников Дигби поняли, во что их втягивают. Известно, что один из слуг спросил сэра Эверарда, что теперь делать, и тот ответил: хотя он знает, что слуги не участвовали в заговоре, теперь у них «нет другого средства», кроме продолжения мятежа.
6 ноября заговорщики украли из Уорикского замка несколько лошадей, потом забрали в Норбруке хранившееся там оружие и продолжили путь в сторону Хаддингтона. Кейтсби и Дигби написали письмо Гарнету с просьбой простить их безрассудство и помочь собрать армию в Уэльсе. Слуга Кейтсби Томас Бейтс доставил это послание в Коутон-корт, но Гарнет в ответном письме только попросил заговорщиков прекратить свои «нечестивые действия». В Коутон-корте тогда находилась и Мэри Дигби, которая разрыдалась, когда Гарнет попытался её утешить.
Поездка заговорщиков на запад превратилась в бегство. Местные жители не хотели к ним присоединяться и держались в стороне, чтобы не оказаться связанными с изменниками. Многие спутники Кейтсби и Дигби отставали от них и пытались в одиночку искать спасение. Вечером 7 ноября беглецы прибыли в Холбеч-хаус на границе Стаффордшира и расположились там на ночлег, а промокший порох разложили перед камином для просушки. Искра от огня попала на порох, начался пожар, в котором пострадали Кейтсби, Амброз Руквуд, Джон Грант и ещё один заговорщик.
Той же ночью Дигби покинул своих спутников, чтобы сдаться. На следующий день Кейтсби и ещё несколько заговорщиков погибли в бою с людьми вустерского шерифа, а сэр Эверард с двумя слугами (возможно, это были Томас Бейтс и его сын) спрятался в близлежащем лесу. Вскоре люди шерифа его выследили и окружили. Дигби хотел сдаться кому-то более знатному, но теперь, после некоторых колебаний, он отдал себя в руки человека, который показался ему наиболее достойным. Его немедленно доставили в Лондонский Тауэр.

### Следствие, суд и казнь
После ареста Дигби в Гейхёрсте прошёл обыск. Поместье было полностью разграблено, так что леди Мэри осталась без средств к существованию; шериф впоследствии констатировал, что участники обыска даже разобрали пол в гостиной. В двух сундуках с одеждой сэра Эверарда были найдены 100 фунтов стерлингов золотом и 50 — серебром. В декабре 1605 года Мэри направила графу Солсбери письмо, в котором жаловалась на разграбление усадьбы и умоляла сохранить её мужу жизнь.
Дигби безуспешно добивался аудиенции у короля. По мнению историка Фрейзера, это может говорить либо об удивительной наивности заговорщика, либо об ограниченности его участия в заговоре. Сэр Эверард смог тайно переслать из Тауэра несколько писем, найденных впоследствии. В этих посланиях он сообщает, что отказался давать показания и что ему угрожают пытками, жалуется на то, что был обманут, выражает своё сожаление в связи с тем, что «Пороховой заговор» кажется отвратительным в том числе и его собратьям-католикам. Дигби вырезал надпись на стене своей камеры, сохранившуюся как минимум до 1996 года.
Сэра Эверарда судили в Вестминстер-холле в один день с его товарищами, 27 января 1606 года, но по отдельному обвинительному акту, так как он единственный признал свою вину. Одетый в черный атласный костюм, Дигби произнес короткую, но эффектную речь, в которой объяснил своё преступление дружбой с Кейтсби и принадлежностью к католической церкви. Он обвинил Якова I в нарушении обещаний о религиозной терпимости к католикам, рассказал о своих опасениях в связи с ужесточением антикатолического законодательства, попросил не наказывать его семью и приговорить его к почётной казни через отсечение головы. Эта речь не возымела эффекта: обвинитель высмеял Дигби за его просьбу о снисхождении, а обвинения в адрес монарха отверг с презрением. Как и другие заговорщики, сэр Эверард был приговорён за измену к квалифицированной казни через повешение, потрошение и четвертование.

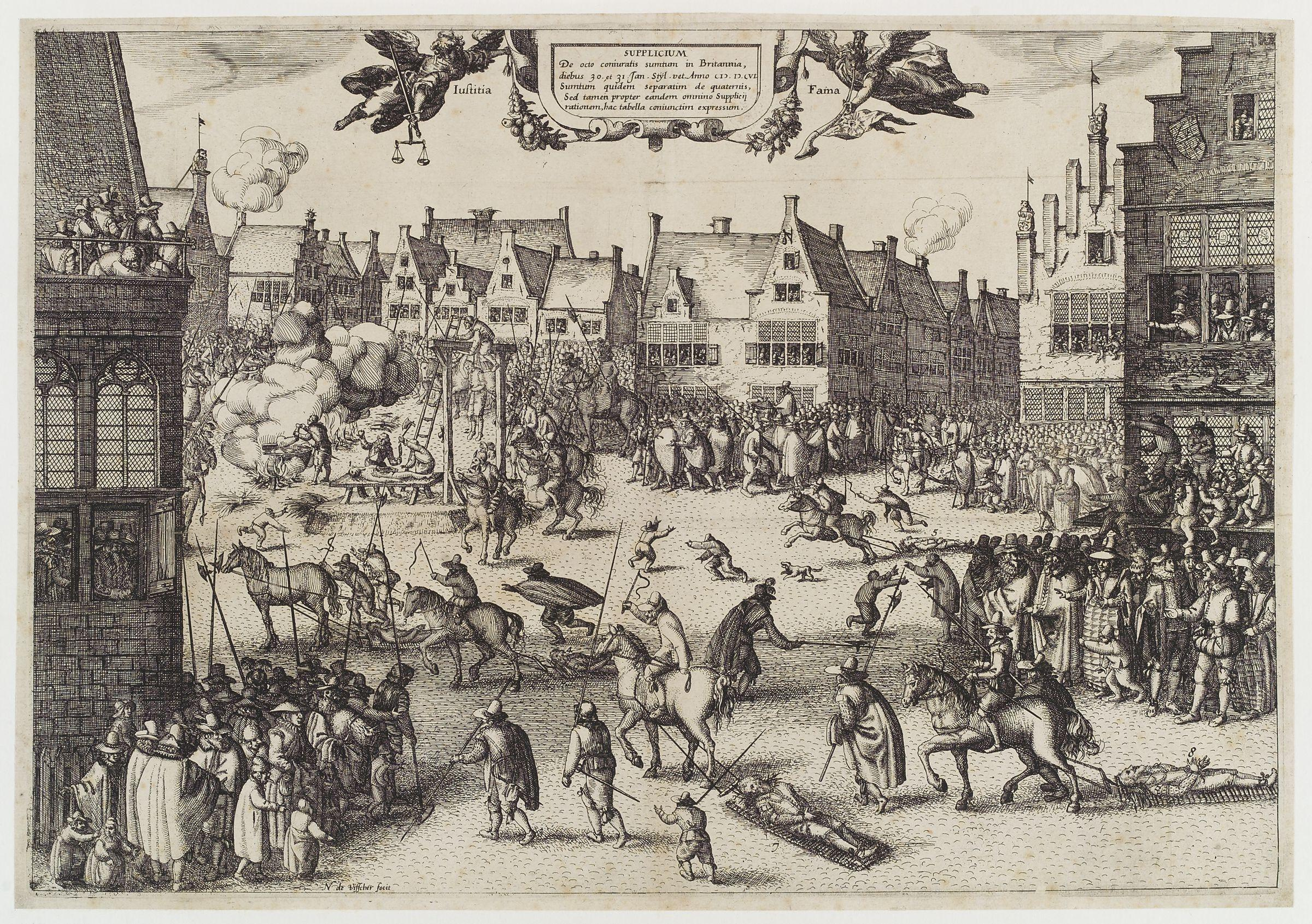

Последние дни Дигби провёл в Тауэре, где писал прощальные письма жене и сыновьям (последних он призывал избегать судьбы Каина и Авеля). Он написал и стихотворение, в котором обращается к Иисусу Христу. 30 января 1606 года Дигби, Роберта Винтура и Джона Гранта одного за другим протащили по улицам Лондона от Тауэра к западному концу старого кладбища собора Святого Павла, где был воздвигнут эшафот; Томаса Бейтса доставили туда же из тюрьмы Гейтхаус. Это происходило при огромном стечении народа, причём в толпе были и члены семей осуждённых. Сэр Эверард первым поднялся к виселице. По словам очевидцев, он был в грязной одежде и выглядел замёрзшим. Дигби обратился к собравшимся со словами о том, что с нравственной точки зрения и в глазах своей религии он не совершил никакого преступления, хотя и нарушил законы королевства. Он попросил прощения у Бога и у страны, простился с друзьями, отказался принять последнее напутствие у англиканского священника.
Затем с Дигби сняли одежду за исключением рубашки. Бормоча «О Иисус, Иисус, спаси и сохрани», он взобрался по лестнице, был повешен, но вскоре палач перерезал веревку, и сэр Эверард упал на эшафот, поранив при этом лоб. Он оставался в полном сознании, когда его кастрировали и выпотрошили. Затем тело Дигби четвертовали. Одного за другим казнили Винтура, Гранта и Бейтса, а оставшихся четырёх заговорщиков подвергли той же экзекуции на следующий день, во дворе Старого дворца в Вестминстере.

## Семья
Брак Эверарда Дигби и Мэри Малшо, судя по свидетельствам источников, был счастливым. Леди Мэри в источниках характеризуют как женщину, отличавшуюся красотой и «основательностью ума». Она родила двух сыновей, Кенелма (1603—1665) и Джона (1605—1645). Кенелм стал видным дипломатом, обрёл известность как алхимик, натурфилософ и изобретатель. Джон был посвящён в рыцари в 1635 году, во время гражданской войны сражался в чине генерал-майора в рядах королевской армии и погиб в бою.

## В культуре
Эверард Дигби стал персонажем британского мини-сериала «Порох» (2017), где его сыграл Фил Хилл-Пирсон. В телефильме «Заговор против короны» (2004) действует заговорщик по имени Роберт Дигби, которого сыграл Каталин Истодор.